# Segona base

Posició del jugador de la segona base.

Segona base (abreujat 2B), en beisbol, pot referir-se a la ubicació de la segona base o a la posició del jugador en aquest lloc. A aquesta posició se li assigna el número 4.
El jugador que s'ocupa de la segona base amb el jugador de la primera base inicia el double play amb els rodats cap a la seva posició (una jugada en què s'eliminen dos jugadors alhora).
És un jugador molt important per tallar el llançament d'un exterior cap a la segona base.

## Jugadors de la segona base en el Saló de la Fama
- Roberto Alomar
- Craig Biggio
- Johnny Evers
- Nellie Fox
- Frankie Frisch
- Charlie Gehringer
- Frank Grant
- Billy Herman
- Rogers Hornsby
- Nap Lajoie
- Tony Lazzeri
- Bill Mazeroski
- Bid McPhee
- Joe Morgan
- Jackie Robinson
- Ryne Sandberg
- Red Schoendienst

## Altres jugadors importants de la segona base
- Ramón "El Abulón" Hernández
- Robinson Canó
- Dustin Pedroia
- Beto Ávila
- Bret Boone
- Bobby Grich
- Omar Infante
- Glenn Hubbard
- Dick McAuliffe
- Bobby Richardson
- Johnny Temple
- Jesús Marcano Trillo
- Chase Utley
- Lou Whitaker
- Frank White
- Fernando Viña
- Edgardo Alfonzo (també ha jugat de tercera base)
- Joe Gordon
- Ladislao Malarczuk
- Marco Scutaro
- José Castillo (també jugava de tercera base)